# Ximena García Lecuona
Ximena García Lecuona es una guionista y productora de cine mexicano-estadounidense. Es conocida fundamentalmente por escribir la comedia romántica estadounidense sobre la mayoría de edad de 2022 Todo es posible.

## Biografía
García Lecuona nació y creció en México. Ella salió del armario como persona no binaria y más tarde se declaró mujer transgénero.
Debutó como guionista y como productora ejecutiva con la película Todo es posible, dirigida por Billy Porter. García Lecuona escribió la historia para Todo es posible sobre la "alegría trans" y el "amor trans". La película se estrenó en el Festival de Cine LGBTQ+ Outfest de Los Ángeles, al que ella acudió en persona.
En agosto de 2022, García Lecuona adaptó para el cine la historia LGBT de Sara Jo Cuff sobre su mayoría de edad, La lista de besos, que será dirigida por Sonía Sebastian. García Lecuona modificó la historia inicial, sobre una chica que hace una lista de chicos a los que quiere besar, para convertir a la protagonista en bisexual. La película fue desarrollada por MarVista Entertainment.

## Reconocimientos
Fue reconocida como una de las "Guionistas a seguir" ' Variety en el Festival de Cine de Mill Valley en 2022.